# معركة وركسو
معركة وركسو (بالإنجليزية: Battle of Warksow)‏

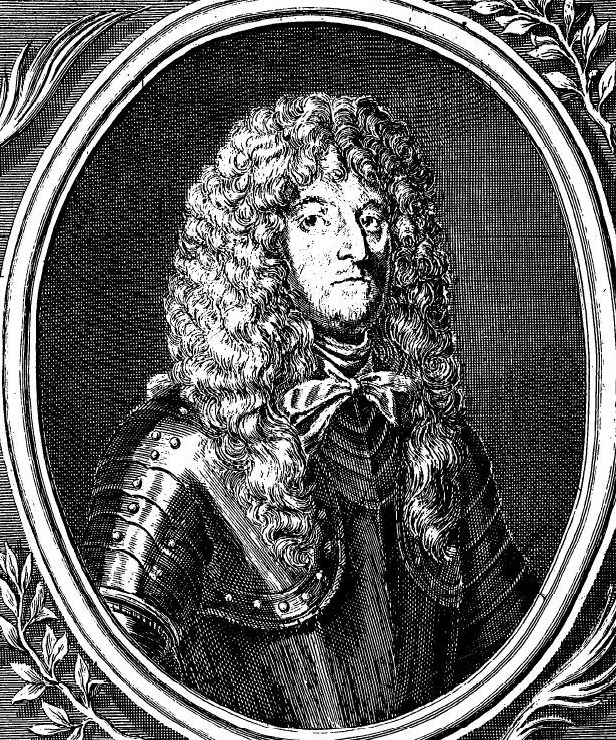
الميجور جنرال كنغسمارك Königsmarck، القائد السويدي

كانت معركة Warksow على جزيرة روغن معركة في الحرب السويدية -براندنبورغ التي جرت يوم 8 يناير 1678. هزمت القوات السويدية جيش حليف متكون أساسا من الدنماركيين وبدعم من وحدة صغيرة من قوات براندنبورغ.
وكان يمتلك السويديين من 3،500 إلى 3،800 رجل . وكان الدنماركيون وقوات براندنبورغ حوالي 5،000 إلى 5،400 الرجال (بما في ذلك بضع مئات من الجنود براندنبورغ) و 16 مدفع.
سقط 170 السويديين في المعركة. بعد المعركة وفي الأيام التي تلت ذلك، تم القبض على القوة المتحالفة بالكامل .